# Le Tréport
Le Tréport es una comuna y población de Francia, en la región de Alta Normandía, departamento de Sena Marítimo, distrito de Dieppe y Cantón de Eu.
Su gentilicio francés es Tréportais.

## Geografía
Situada en el norte del departamento, en la costa del Canal de la Mancha.

## Demografía
| 6136 | 6328 | 6816 | 6455 | 6227 | 5900 |
| Para los censos de 1962 a 1999 la población legal corresponde a la población sin duplicidades (Fuente: INSEE [Consultar]) |      |      |      |      |      |

## Economía
La Cámara de Comercio local (Chambre de commerce et d'industrie du Tréport) gestiona el aeródromo y el puerto.